# Caja de supervivencia

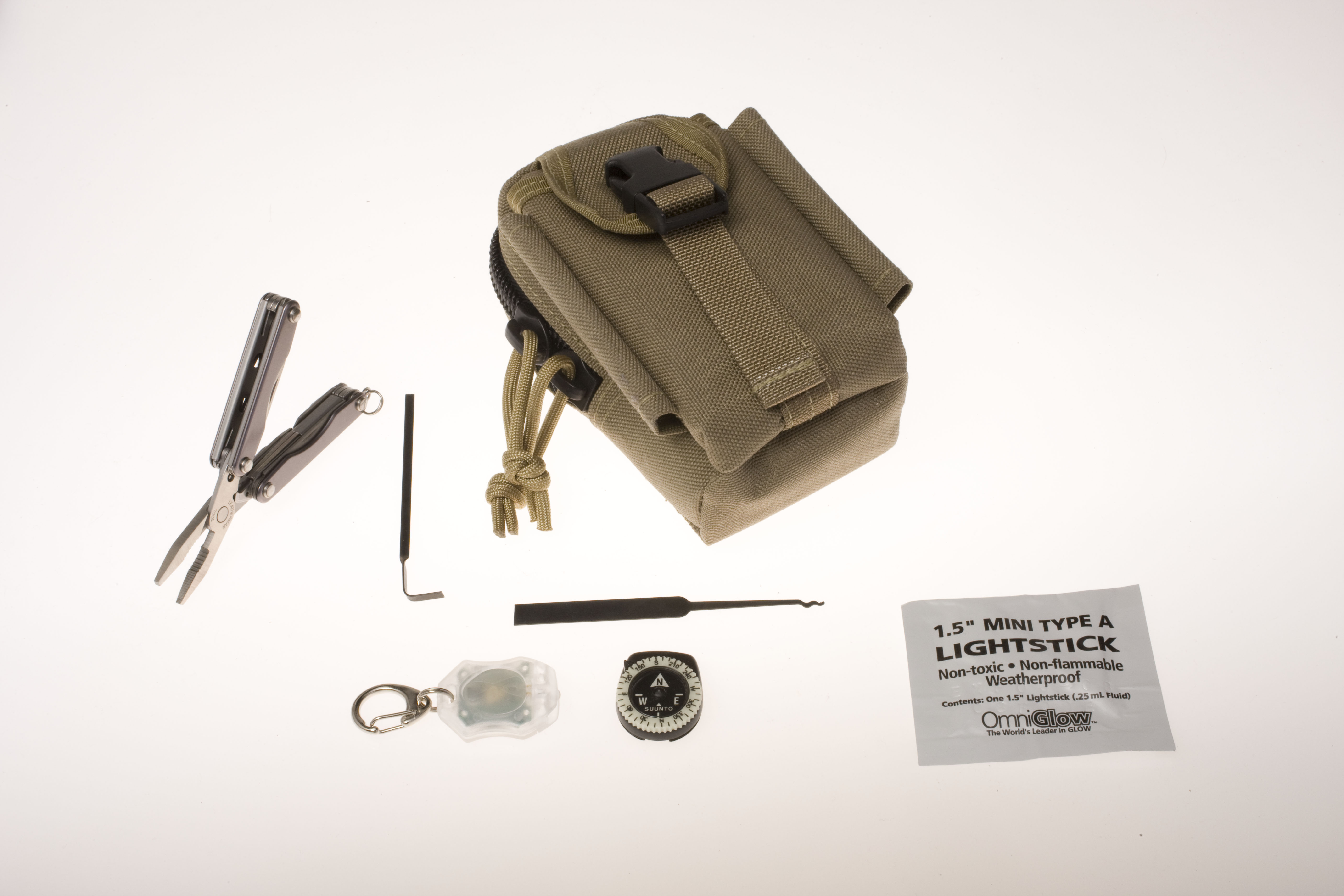
Kit de supervivencia especialmente diseñado para miembros de operaciones especiales, en este caso se incluye un cierto número de herramientas de supervivencia, tales como [corte de metales, equipo de pesca, una hoja cerámica, un abridor, palillos, brújula, y una herramienta multiuso.

La caja de supervivencia (denominada también como kit de supervivencia) es un recipiente que contiene lo básico para desarrollar habilidades de supervivencia en diferentes entornos. Este tipo de recipientes se puede encontrar en la carga útil habitual de los vehículos militares (aviones y transporte terrestre y marítimo en general), en los botes salvavidas, y naves espaciales. Aunque también se diseñan este tipo de cajas en ciertos deportes de aventura, personal de operaciones especiales, miembros del ejército, etc. Suelen tener diversos tamaños y contenidos dependiendo de la cobertura que se le quiera dar, pueden estar diseñados para una persona o para un grupo limitado de ellas. Estos recipientes suelen contener herramientas para hacer fuego, generar luz (linternas o dispositivos químicos), proporcionar navegación básica, realizar señales, herramientas multiuso (navaja suiza), herramientas de corte, utensilios de pesca, botiquines para realizar curas básicas, dispositivos de filtrado o tratamiento de agua, alimentos en conserva o MRE, etc. El contenido específico suele ser diseñado por experto de supervivencia, encargado de elegir que ítems pueden ir incluidos en él.  
Por regla general estas cajas se diseñan con bajo peso y con poco volumen. Los movimientos preppers, y algunos survivalistas han promocionado la construcción de minicajas de supervivencia que pueden ser transportables en mochilas o pequeños bolsos de ropa. El diseño de estas cajas ha dado lugar a diversos diseños minimalistas en pequeñas cajas de latón que pueden ser utilizados en la vida cotidiana de forma similar a una bolsa de emergencia.

## Contenido
El contenido depende del entorno en el que se desee cubrir con la supervivencia, la supervivencia en desiertos requiere elementos diferentes que aquellos que se deseen en un entorno selvático. No obstante hay elementos comunes a toda supervivencia, tales como el deseo de ser encontrado por los dispositivos de rescate, es por esta razón por la que todos suelen incluir espejos o sistemas de alumbrado para emitir luces o señales visibles, audibles (silbatos) o incluso radiobaliza de emergencias. Los kits de emergencia suelen cubrir necesidades básicas en situaciones de emergencia tales como la creación de fuego, es por esta razón por la que incluyen herramientas, tales como mecheros, cerillas, etc. La inclusión de un botiquín es necesaria para cubrir ciertas emergencias médicas básicas. La necesidad de obtener agua potable permite incluir pastillas potabilizadoras de agua, o dispositivos que permitan su potabilización. La alimentación se suele cubrir con la inclusión  de pequeños kits de pesca, navajas que permitan cazar pequeños animales, etc.